# Puya novarae
Puya novarae är en gräsväxtart som beskrevs av Ganapathy Subramaniam Varadarajan, Gómez Rom. och A.Grau. Puya novarae ingår i släktet Puya och familjen Bromeliaceae. Inga underarter finns listade i Catalogue of Life.